# Suka Bandung (Talang Padang)
Suka Bandung is een bestuurslaag in het regentschap Tanggamus van de provincie Lampung, Indonesië. Suka Bandung telt 840 inwoners (volkstelling 2010).